# 15. Primetime Emmy-gála
A 15. Primetime Emmy-gála során az 1962 és 1963 között főműsoridőben bemutatott, amerikai televíziós programokat értékelték. A jelölteket az Academy of Television Arts & Sciences választotta ki. A Los Angeles-i Hollywood Palladiumban tartott ceremóniát az NBC közvetítette 1963. május 26-án. A műsor házigazdái Annette Funicello és Don Knotts voltak.

## Győztesek és jelöltek
A nyertesek félkövérrel jelölve.

### Műsorok
| Legjobb vígjátéksorozat | Legjobb drámasorozat |
| --- | --- |
| - The Dick Van Dyke Show (CBS) - The Beverly Hillbillies (CBS) - The Danny Kaye Show (NBC) (Epizód: "Lucille Ball") - McHale's Navy (ABC)                                               | - The Defenders (CBS) - Alcoa Premiere (ABC) - The Dick Powell Theatre (NBC) - The Eleventh Hour (NBC) - Naked City (ABC)                                                         |
| Legjobb varietésorozat | Legjobb közönséget alkalmazó műsor |
| - The Andy Williams Show (NBC) - Carol and Company (CBS) - The Garry Moore Show (CBS) - Here's Edie (ABC) - The Red Skelton Show (CBS)                                                  | - The General Electric College Bowl (CBS) - Password All-Stars (CBS) - To Tell the Truth (CBS)                                                                                    |
| Legjobb ismeretterjesztő műsor | Legjobb gyerekműsor |
| - The Tunnel (NBC) - The DuPont Show of the Week (NBC) (Epizód: "Emergency Ward") - Project XX (NBC) (Epizód: "He is Risen") - The River Nile (NBC) - Shakespeare: Soul of an Age (NBC) | - Walt Disney's Wonderful World of Color (NBC) - Captain Kangaroo (CBS) - Discovery (ABC) - Mr. Wizard (NBC) - The Shari Lewis Show (NBC) - Update (NBC)                          |
| Legjobb hírműsor | Az év műsora |
| - David Brinkley's Journal (NBC) - ABC Close Up! (ABC) - CBS Reports (CBS) - Howard K. Smith (ABC) - The Twentieth Century (CBS)                                                        | - The Tunnel (NBC) - Alcoa Premiere (ABC) (Epizód: "The Voice of Charlie Pont") - The Danny Kaye Show (NBC) (Epizód: "Lucille Ball") - The Defenders (CBS) (Epizód: "The Madman") |

### Színészek

#### Főszereplők
| Legjobb férfi főszereplő | Legjobb női főszereplő |
| --- | --- |
| - E.G. Marshall (Lawrence Preston) - The Defenders (CBS) - Ernest Borgnine (Quinton McHale) - McHale's Navy (ABC) - Paul Burke (Adam Flint) - Naked City (ABC) - Vic Morrow (Saunders) - Combat! (ABC) - Dick Van Dyke (Rob Petrie) - The Dick Van Dyke Show (CBS) | - Shirley Booth (Hazel Burke) - Hazel (NBC) - Lucille Ball (Lucy Carmichael) - The Lucy Show (CBS) - Shirl Conway (Liz Thorpe) - The Doctors and the Nurses (CBS) - Mary Tyler Moore (Laura Petrie) - The Dick Van Dyke Show (CBS) - Irene Ryan (Nagymama) - The Beverly Hillbillies (CBS) |

#### Mellékszereplők
| Legjobb férfi mellékszereplő | Legjobb női mellékszereplő |
| --- | --- |
| - Don Knotts (Barney Fife) - The Andy Griffith Show (CBS) - Tim Conway (Charles Parker) - McHale's Navy (ABC) - Paul Ford (Wainwright Purdy III) - Hallmark Hall of Fame (NBC) (Epizód: "The Teahouse of the August Moon") - Hurd Hatfield (Lionel Rothschild) - Hallmark Hall of Fame (NBC) (Epizód: "Invincible Mr. Disraeli") - Robert Redford (George Laurents) - Alcoa Premiere (ABC) (Epizód: "The Voice of Charlie Pont") | - Glenda Farrell (Martha Morrison) - Ben Casey (ABC) (Epizód: "A Cardinal Act of Mercy") - Davey Davison (Laura Hunter) - The Eleventh Hour (NBC) (Epizód: "Of Roses and Nightingales and Other Lovely Things") - Nancy Malone (Libby Kingston) - Naked City (ABC) - Rose Marie (Sally Rogers) - The Dick Van Dyke Show (CBS) - Kate Reid (Viktória brit királynő) - Hallmark Hall of Fame (NBC) (Epizód: "Invincible Mr. Disraeli") |

#### Egyedülálló alakítások
| Legjobb egyedülálló alakítás színésztől | Legjobb egyedülálló alakítás színésznőtől |
| --- | --- |
| - Trevor Howard (Benjamin Disraeli) - Hallmark Hall of Fame (NBC) (Epizód: "Invincible Mr. Disraeli") - Bradford Dillman (Charlie Pont) - Alcoa Premiere (ABC) (Epizód: "The Voice of Charlie Pont") - Don Gordon (Joey Tassili) - The Defenders (CBS) (Epizód: "The Madman") - Walter Matthau (Meredith) - The DuPont Show of the Week (NBC) (Epizód: "Big Deal in Laredo") - Joseph Schildkraut (Rabbi Gottlieb) - Sam Benedict (NBC) (Epizód: "Hear the Mellow Wedding Bells") | - Kim Stanley (Faith Parsons) - Ben Casey (ABC) (Epizód: "A Cardinal Act of Mercy") - Diahann Carroll (Ruby Jay) - Naked City (ABC) (Epizód: "A Horse Has A Big Head, Let Him Worry") - Diana Hyland (Liza Laurents) - Alcoa Premiere (ABC) (Epizód: "The Voice of Charlie Pont") - Eleanor Parker (Connie Folsom) - The Eleventh Hour (NBC) (Epizód: "Why Am I Grown So Cold?") - Sylvia Sidney (Adela) - The Defenders (CBS) (Epizód: "The Madman") |

### Rendezők
| Legjobb rendező (vígjátéksorozat) | Legjobb rendező (drámasorozat) |
| --- | --- |
| - The Dick Van Dyke Show (CBS) – John Rich - The Beverly Hillbillies (CBS) – Richard Whorf - The Garry Moore Show (CBS) – Dave Geisel - The Jack Benny Show (CBS) – Frederick De Cordova - The Red Skelton Show (CBS) – Seymour Berns | - The Defenders (CBS) (Epizód: "The Madman") – Stuart Rosenberg - Alcoa Premiere (ABC) (Epizód: "The Voice of Charlie Pont") – Robert Ellis Miller - Ben Casey (ABC) (Epizód: "A Cardinal Act of Mercy") – Sydney Pollack - The DuPont Show of the Week (NBC) (Epizód: "Big Deal in Laredo") – Fielder Cook - Hallmark Hall of Fame (NBC) (Epizód: "Invincible Mr. Disraeli") – George Schaefer |

### Forgatókönyvírók
| Legjobb forgatókönyv (vígjátéksorozat) | Legjobb forgatókönyv (drámasorozat) |
| --- | --- |
| - The Dick Van Dyke Show (CBS) – Carl Reiner - The Beverly Hillbillies (CBS) – Paul Henning - Car 54, Where Are You? (NBC) – Nat Hiken - The Jack Benny Show (CBS) – Sam Perrin, Hal Goldman, Al Gordon, George Balzer - The Red Skelton Show (CBS) – Ed Simmons, Dave O'Brien, Martin Ragaway, Arthur Phillips, Larry Rhine, Mort Greene, Hugh Wedlock Jr., Red Skelton, Bruce Howard, Rick Mittleman | - The Defenders (CBS) (Epizód: "The Madman") – Reginald Rose, Robert Thom - Alcoa Premiere (ABC) (Epizód: "The Voice of Charlie Pont") – Halsted Welles - Ben Casey (ABC) (Epizód: "A Cardinal Act of Mercy") – Norman Katkov - The DuPont Show of the Week (NBC) (Epizód: "Big Deal in Laredo") – Sidney Carroll - Hallmark Hall of Fame (NBC) (Epizód: "Invincible Mr. Disraeli") – James Lee |

## Fordítás
- Ez a szócikk részben vagy egészben  a(z)   15th Primetime Emmy Awards című angol Wikipédia-szócikk fordításán alapul.  Az eredeti cikk szerkesztőit annak laptörténete sorolja fel. Ez a jelzés csupán a megfogalmazás eredetét és a szerzői jogokat jelzi, nem szolgál a cikkben szereplő információk forrásmegjelöléseként.